# Pfarrkirche Unternberg

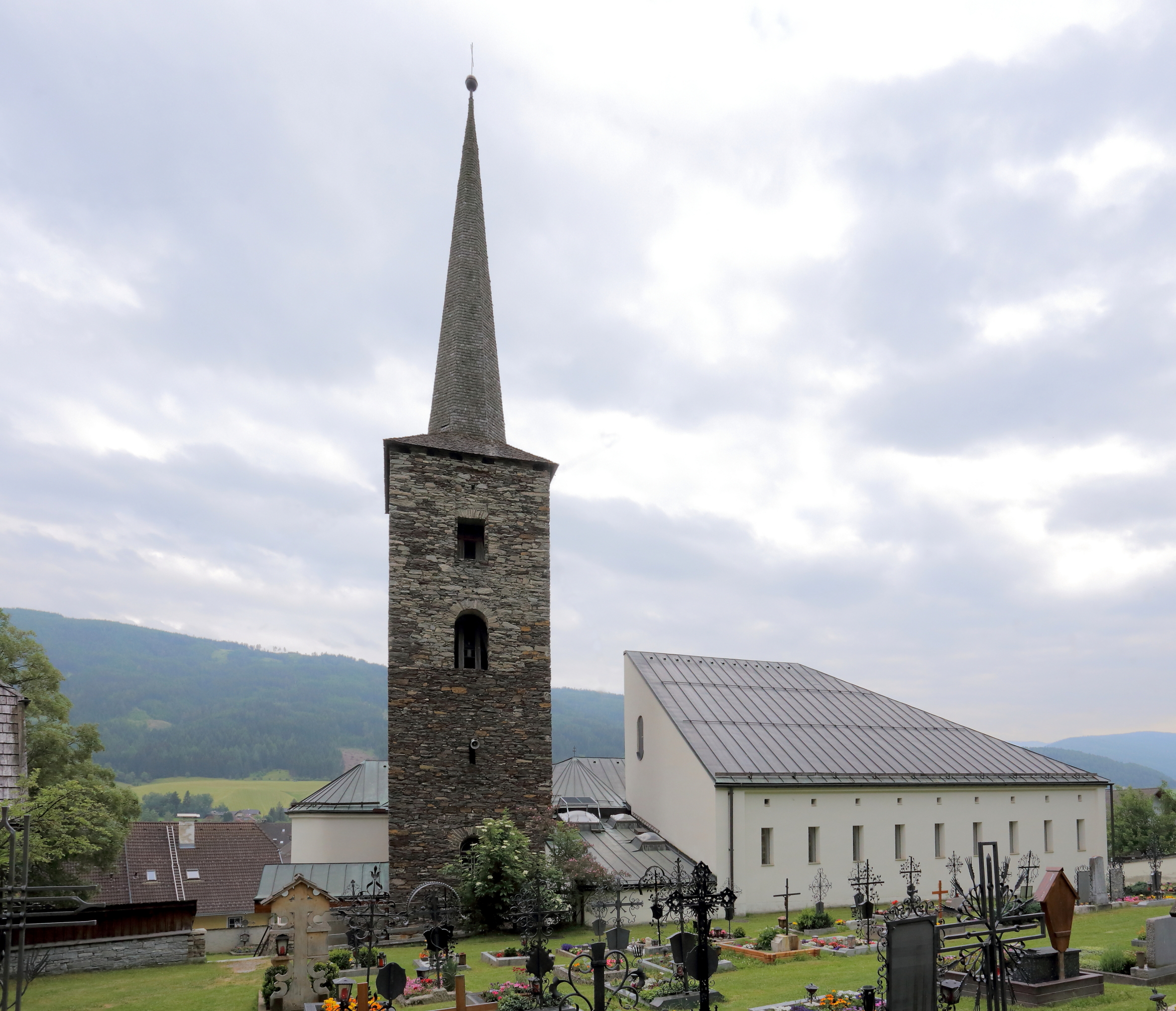
Pfarrkirche Unternberg

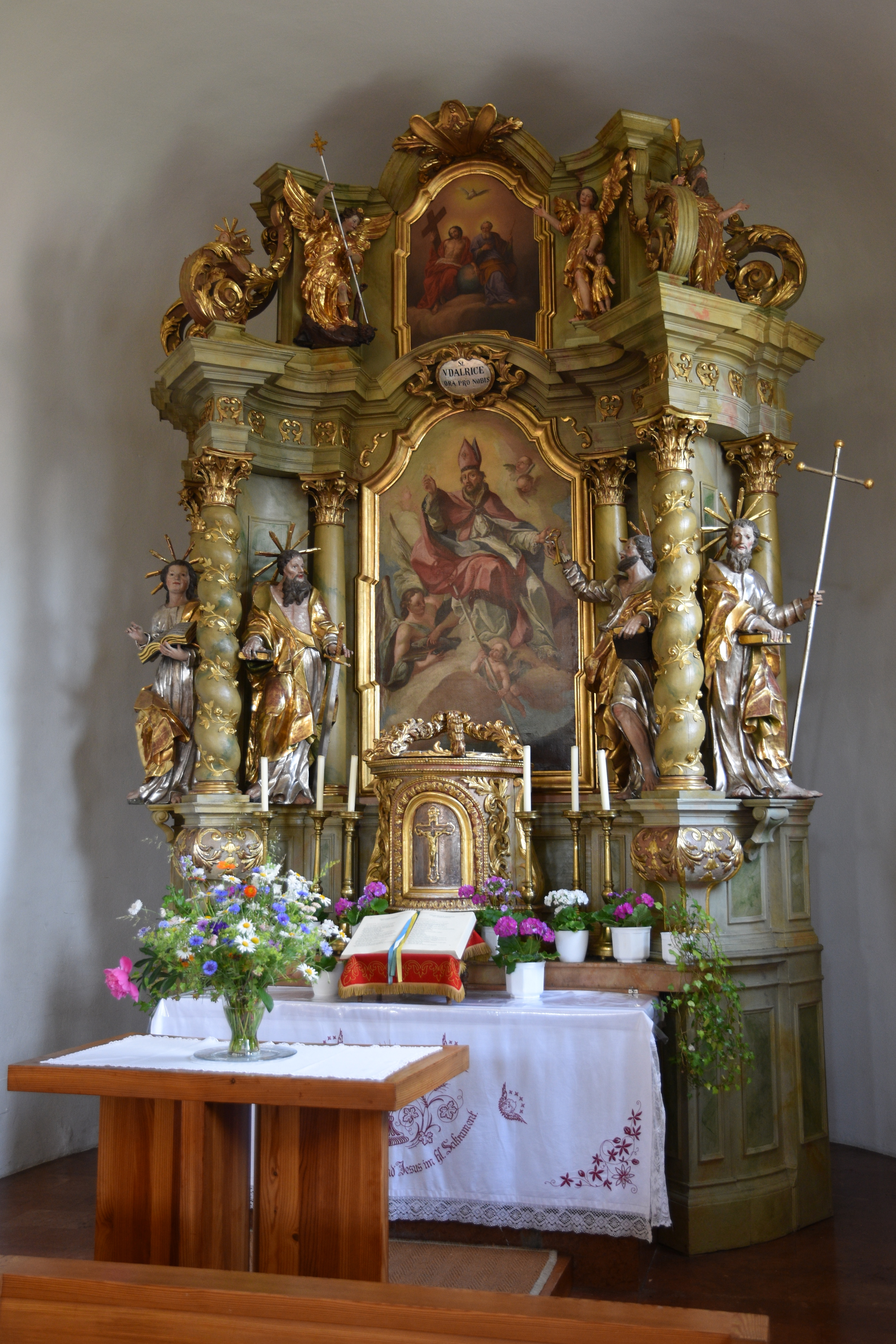
Altar der Pfarrkirche

Die römisch-katholische Pfarrkirche Unternberg steht in der Lungauer Gemeinde Unternberg im Land Salzburg. Die Pfarrkirche hl. Ulrich gehört zum Dekanat Tamsweg der Erzdiözese Salzburg. Die Kirche steht unter Denkmalschutz.

## Kirche
Die bestehende Kirche wurde wegen Bauschäden zum Teil abgetragen. Nach den Plänen des Architekten Heinz Tesar wurde die Kirche von 1978 bis 1979 umgebaut und erweitert. Der alte Altarraum aus der Barockzeit kann nun mit einer Schiebetür geschlossen werden und dient als Werktagskapelle, die Altäre blieben erhalten. Vorgesetzt wurde ein neuer quadratischer Kirchenraum, welcher diagonal auf den neuen Volksaltar ausgerichtet ist. An Festtagen können beide Bereiche zusammen genutzt werden.
Das Altarbild Unternberg von Wolfgang Hollegha, anfangs von Pfarrer und Baukomitee bestellt, fand keine breite Zustimmung der Bevölkerung, und wurde daraufhin von der Erzdiözese zurückgezogen und im Bildungshaus Salzburg St. Virgil ausgestellt. Nun, 30 Jahre nach Einweihung der Kirche von Unternberg im Lungau kehrt das einst abgelehnte, moderne Altarbild zurück.

## Patrozinium
Der Jahrestag, Ulrichsprangtag, wird traditionell nahe dem Ulrichstag mit einer Prozession mit Beteiligung der Vereine des Ortes gefeiert.

## Auszeichnung
- 1979: Österreichischer Bauherrenpreis, Bauherr: Erzdiözese Salzburg[2]